# Rino Di Silvestro
Rino Di Silvestro (eigentlich Salvatore Di Silvestro, * 30. Januar 1932 in Rom; † 3. Oktober 2009 ebenda) war ein italienischer Filmregisseur und Drehbuchautor.

## Leben
Di Silvestro hatte 1957 eine Avantgarde-Gruppe gegründet und inszenierte zwischen 1962 und 1966 ein Stück am Teatro delle Muse in Rom, Op bop pop nip. Anschließend arbeitete er ohne Namensnennung für etliche Filmskripte und drehte schließlich 1973, ohne vorher auf diesem Gebiet Erfahrung gesammelt zu haben, als Regisseur Diario segreto da un carcere femminile, der wie seine Nachfolger bis zum Jahr 1984 – insgesamt sieben – streng kommerziell ausgerichtet war und mit vielen exploitativen Elementen aufwartete. Di Silvestro benutzte dabei auch die Pseudonyme „Alex Berger“ und „Cesar Todd“.

## Filmografie (Auswahl)
- 1973: Mädchen im Knast (Diario segreto da un carcere femminile)
- 1974: Die Liebesengel (Prostituzione)
- 1976: Werewolf Woman (La lupa mannara)
- 1984: Die Orgien der Kleopatra (Cleopatra regina d'Egitto) (als Cesar Todd)
- 1984: Angel in the Dark (Hanna D. – la ragazza del Vondel Park) (als Alex Berger)